# Europamästerskapen i fälttävlan 2003
Europamästerskapen i fälttävlan 2003 arrangerades i Punchestown, Irland. Tävlingen var den 26:e upplagan av Europamästerskapen i fälttävlan.

## Resultat
| Placering | Ryttare          | Häst               | Land |
| --------- | ---------------- | ------------------ | ---- |
| 1         | Nicolas Touzaint | Galan de Sauvagere | FRA  |
| 2         | Linda Algotsson  | Stand By Me        | SWE  |
| 3         | Pippa Funnell    | Walk on Star       | GBR  |
| 41        | Dag Albert       | Midnight Blue      | SWE  |
| 42        | Johan Lundin     | Major Tom          | SWE  |

| Placering | Land      |
| --------- | --------- |
| 1         | GBR       |
| 2         | Frankrike |
| 3         | Belgien   |